# Brørup Kommune
Brørup Kommune i Ribe Amt blev dannet ved kommunalreformen i 1970. Ved strukturreformen i 2007 blev den indlemmet i Vejen Kommune sammen med Holsted Kommune og Rødding Kommune.

## Tidligere kommuner
Inden kommunalreformen blev Brørup sognekommune lagt sammen med en nabo:
| Kommune | Folketal september 1965 | Byer       |
| ------- | ----------------------- | ---------- |
| Brørup  | 3.094                   | Brørup     |
| Folding | 773                     | Foldingbro |
| I alt   | 3.867                   |            |

Ved selve kommunalreformen blev Brørup Kommune dannet ved at Brørup sognekommune med 4.060 indbyggere pr. 1. januar 1970 blev lagt sammen med Lindknud sognekommunes østlige del med byen Lindknud. Den vestlige del med byen Hovborg kom til Holsted Kommune. Lindknud sognekommune havde i alt 1.684 indbyggere.

## Sogne
Brørup Kommune bestod af følgende sogne, alle fra Malt Herred:
- Brørup Sogn
- Folding Sogn
- Lindknud Sogn

## Borgmestre[4]
| Navn                | Parti   | Periode   |
| ------------------- | ------- | --------- |
| Thomas Bolvig       | Venstre | 1970-1986 |
| Jørgen B. Kiilerich | Venstre | 1986-2002 |
| Egon Fræhr          | Venstre | 2002-2006 |